# BBC Persian Television
BBC Fārsī, auch BBC Persian Television (persisch تلویزیون فارسی بی‌بی‌سی), ist der persische Nachrichtensender der BBC. Er wurde am 14. Januar 2009 ins Leben gerufen. Der Sender wird per Rundfunksatellit übertragen und ist auch online verfügbar. Er richtet sich an die 100 Millionen Persischsprechenden im Iran, in Afghanistan, Usbekistan und Tadschikistan. BBC Persian gehört, zusammen mit Manoto, zu den meistgesehenen Fernsehkanälen des persischsprachigen Sprachraums.